# Lascaux (Corrèze)
Lascaux (okzitanisch Las Caums) ist eine französische Gemeinde im Département Corrèze in der Region Nouvelle-Aquitaine. Die Gemeinde ist Mitglied des Gemeindeverbandes Communauté d’agglomération du Bassin de Brive. Die Einwohner nennen sich Lascautois(es).

## Geografie
Die Gemeinde liegt am westlichen Rand des Zentralmassivs. Tulle, die Präfektur des Départements, liegt ungefähr 52 Kilometer südöstlich, Brive-la-Gaillarde etwa 30 Kilometer leicht südöstlich und Uzerche rund 32 Kilometer nordöstlich. An der westlichen Gemeindegrenze verläuft das Flüsschen Ruisseau du Mayne.

### Nachbargemeinden
Nachbargemeinden von Lascaux sind Saint-Sornin-Lavolps im Norden, Vignols im Osten, Saint-Bonnet-la-Rivière im Süden, Chabrignac im Südwesten sowie Concèze im Westen.

### Verkehr
Die Anschlussstelle 45 zur Autoroute A20 liegt etwa 26 Kilometer nordöstlich.

## Wappen
Beschreibung: Das Wappen ist geviert. Im Feld 1 und 4 in Blau drei silberne Türme, links oben in Blau ein aus dem linken Schildrand hervorbrechender silberner rechter Arm mit Serviette eine Lilie haltend und rechts unten in Gold übereinander zwei laufende rote Löwen.

## Bevölkerungsentwicklung
| Jahr      | 1962 | 1968 | 1975 | 1982 | 1990 | 1999 | 2008 | 2017 |
| Einwohner | 258  | 252  | 221  | 192  | 167  | 154  | 172  | 218  |